# Monfídeos
Monfídeos (Momphidae) são uma família de insectos da ordem Lepidoptera.

## Géneros
São reconhecidos 14 géneros:
- Anchimompha Clarke, 1965
- Batrachedrodes Zimmerman, 1978
- Desertidacna Sinev, 1988
- Gracilosia Sinev, 1989
- Licmocera Walsingham, 1891
- Inflataria Sinev, 1989
- Mompha Hübner, [1825]
- Moriloma Busck, 1912
- Palaeomystella Fletcher, 1940
- Patanotis Meyrick, 1913
- Phalaritica Meyrick, 1913
- Semeteria Sinev, 1989
- Synallagma Engel, 1907
- Zapyrastra Meyrick, 1889